# Parròquia de Sant Jaume Apòstol de Tequixquiac
La Parròquia de Sant Jaume Apòstol és el temple catòlic i casa parroquial del poble de Santiago Tequixquiac, al municipi de Tequixquiac Ha pertangut des de sempre a la Diòcesi de Cuautitlán, en el Mèxic i també és santuari on es venera la imatge del Senyor de la Capella. Aquesta església es troba al centre del municipi, al costat de la plaça Cuauhtemoc i la biblioteca municipal al costat de l'Avinguda Juárez. Aquest edifici colonial és un monument arquitectònic de gran importància que ha perdurat fins als nostres dies dins del municipi de Tequixquiac.